# 권진이
권진이(權珍伊, 1819년 ~ 1840년 1월 31일)는 조선의 천주교 박해 때에 순교한 한국 천주교의 103위 성인 중에 한 사람이다. 세례명은 아가타(Agatha)이다.
그녀는 1839년 12월 29일에 순교한 한영이 막달레나의 딸이다.

## 생애
권진이는 한양의 한 양반 집안에서 태어났다. 그녀의 아버지는 권 진사라고 불리던 사람이었는데, 그의 임종 때의 유언에 따라, 권진이와 모친 한영이는 천주교에 입교하였다. 권진이는 12~13세 경에 결혼하였다. 하지만 그녀의 남편은 너무나도 가난하여 결혼식도 올리지 못하였고, 집도 없었기에, 그녀는 친척 정하상의 집에서 얹혀살았다.
청국인 사제 유방제 파치피코 신부가 조선에 입국하자, 권진이는 그의 식복사 즉 성직자를 시중드는 사람으로 일했다. 권진이는 유방제 신부에게 처녀로 살기를 원한다고 말했고, 유방제 신부는 그녀의 결혼을 무효로 만들어 주어, 그녀는 처녀가 될 수 있었다. 그러나, 그후 얼마 지나지 않아, 유방제 신부와 권진이 사이에 대한 좋지 않은 소문이 돌아서 교회에 해를 입혔다. 그러므로, 프랑스인 사제 모방 신부는 입국 하자 곧 유방제 신부를 청나라로 돌려보냈고, 모방 신부는 권진이를 곁에 불러 권진이가 어려운 상황을 잘 극복하도록 격려하였다. 그 덕에 몇 달 동안 교우들을 불안케 하던 소문이 가라앉았다. 권진이는 어떻게 자신의 행동이 부지불식간에 심각한 문제를 불러일으켰는지를 깨달았고, 회개하며 속죄의 뜻으로 스스로 하느님을 위해서 순교자가 되기로 결심했다. 권진이는 어머니 한영이에게 돌아가 함께 살게 된 이경이와 함께 열심히 신앙생활을 하였다.
1839년 기해박해가 일어났고, 배교자 김여상의 밀고로 7월 17일에 권진이는 그녀의 어머니 한영이와 이경이와 함께 체포되었다. 그 두 명의 여성은 따로 포졸들의 감시 하에 사관청에 감금되었다. 그러나 평소 그들의 미모를 탐내던 김여상이 그들을 납치하려 하자 그들을 동정한 몇몇 포졸들의 도움으로 그들은 탈출하였고 한양에 있는 한 교우의 집에 숨었다. 그러나 먼저 체포된 한 하녀가 포졸들에게 그 두 아가타가 숨은 곳을 말하였고 그들은 다시 체포되었다. 아무리 많은 혹독한 고문도 그 두 아가타의 신앙을 꺾을 수 없었다.
권진이는 감옥에서 어머니 한영이를 만났고, 천국의 영원한 행복을 희망하는 마지막 대화를 나누었다. 권진이는 그녀의 한 친구에게 편지를 보냈다. 그 편지는 하느님의 뜻에 대한 열렬한 애정과 귀의로 가득차 있었다. 그 젊은 조선 여성은 하느님에게 예수의 수난과 죽음 때의 마리아 막달레나 보다 더 많은 눈물을 쏟았고 더 좋은 향기를 풍겼다.
관찬 기록(《승정원일기》)에 따르면, 21세의 권진이는 한양 근교의 당고개라고 부리우는 곳으로 압송되어 1840년 1월 31일 다른 다섯 명의 천주교도들과 함께 참수되었다고 한다. 그렇게 그녀는 순교자가 되었다.

## 시복 · 시성
권진이 아가타는 1925년 7월 5일에 성 베드로 광장에서 교황 비오 11세가 집전한 79위 시복식을 통해 복자 품에 올랐고, 1984년 5월 6일에 서울특별시 여의도에서 한국 천주교 창립 200주년을 기념하여 방한한 교황 요한 바오로 2세가 집전한 미사 중에 이뤄진 103위 시성식을 통해 성인 품에 올랐다.

## 참고 문헌
- 가톨릭 사전: 권진이 보관됨 2014-12-21 - 웨이백 머신
- Catholic Bishop's Conference Of Korea. 103 Martryr Saints: 권진이 아가타 Agatha Kwon Chin-i